# Natsiatopsis thunbergiifolia
Natsiatopsis es un género monotípico de plantas  perteneciente a la familia Icacinaceae. Su única especie: Natsiatopsis thunbergiifolia Kurz, es originaria de China.  

## Descripción
Son arbustos trepadores. Las hojas son alternas, con largo peciolo, densamente pilosas abaxialmente y adaxial escasamente, mucronadas. Las plantas son dioicas con las inflorescencias en forma de racimos alargados, con baja densidad de flores, fasciculadas en las axilas. Flores pequeñas con la corola tubular. El fruto es una drupa ovoide, comprimida y reticulada.

## Taxonomía
Natsiatopsis thunbergiifolia fue descrita por Wilhelm Sulpiz Kurz  y publicado en Journal of the Asiatic Society of Bengal 44(2): 201, pl. 15, f. 8-9, en el año 1875.